# 西北经济地区
西北经济地区（俄语：Се́веро-За́падный экономи́ческий райо́н），又译西北经济区，是俄罗斯的12个经济地区之一。
2010年，西北经济区有人口约821万人。西北经济区为2008年俄罗斯的国内生产总值贡献了5%。
西北经济区靠近波罗的海和芬兰。此地域的中心城市为圣彼得堡，是与西方国家交往的窗口。

## 联邦主体
- 列宁格勒州
- 诺夫哥罗德州
- 普斯科夫州
- 圣彼得堡市